# Sorted for Films & Vids
Sorted for Films & Vids — компиляция промовидео группы Pulp, изданная в 1995 на видеокассете. Название придумано по аналогии с «Sorted for E's & Wizz», синглом-хитом группы. Все использованные видео позже вошли в DVD Hits.

## Список композиций
1. «Babies» (spoken word version)
2. Titles
3. «Babies» (original version)
4. «Razzmatazz»
5. «Lipgloss»
6. «Do you Remember The First Time?»
7. «Babies» (1994 version)
8. «Common People»
9. «Sorted for E’s & Wizz»
10. «Mis-Shapes»
11. «Do You Remember The First Time?» (30-минутный документальный фильм)